# ヤオハンジャパン硬式野球部
ヤオハンジャパン硬式野球部（ヤオハンジャパンこうしきやきゅうぶ）は、静岡県沼津市に本拠地を置き、日本野球連盟に加盟していた社会人野球の企業チームである。
運営母体は、小売業者のヤオハン。

## 概要
1985年、元プロ野球選手の江藤慎一が静岡県田方郡天城湯ケ島町（現：伊豆市）を本拠地とし、「日本一の富士山の下で日本一になる」と決めて、『日本野球体育学校』（通称「江藤塾」）を設立。
最初は天城湯ケ島町に野球場が建設されることになり、浄蓮の滝観光協会の肝入りで野球と観光をセットにしたボールパーク旅館などの着想があったが、球場建設のアドバイザーをしていた江藤は太陽が沈む方角とホームベースの向きについてなど、事細かく助言。そのうちに「ここで野球の学校をやりたい」と思い至ったほか、少年野球の指導を続け、子供達のブラジル遠征などを行なっているうちにあまりに閉塞的な日本の育成状況に憤りを感じていた。
天城の球場が竣工すると、江藤は観光協会の協力を得て、営業を止める予定になっていた『りん泉』という旅館を寮として借り受け、後に合宿所は「百錬寮」と名付けられた。野球場についてはその管理をすることで、使用も許され、練習をする場所と寝泊まりする施設を確保すると、雑誌や新聞に「日本野球体育学校が開校します!」という広告を打って入校する選手を募集。学校法人化を目指し、教務部長に文部省OBを据えて授業カリキュラムを作成。申請書類も準備していたが、初年度は学生が23名しか集まらず、申請資格は在籍学生数が40名以上なので、申請は見送られた。任意団体のままであったが、1985年4月10日には、湯ヶ島町の講堂を借りて、堂々とした開校式が行なわれた。集まった生徒達は、15歳から23歳まで、様々な背景を背負っていた。中学は卒業したものの高校には行かず、けれど野球はしたいという者から、特待生で大学に入ったが、寮やグラウンドでの体罰に耐えかねて、退部をして学校を追われた者、関東の高校で1年時に遊撃のレギュラーで甲子園に出場するも、上級生に妬まれて殴り合いになり、それが原因でグレて暴走族に入り、交番を襲って退学になった人物もいた。
野球の指導はアマチュアの指導者資格を取っていた土屋弘光が行なってくれたが、これは江藤の拘りで、古い野球道を排し、ドジャース帰りの土屋に世界の先端をいくベースボールを教えてもらうという試みであった。土屋は技術も戦術も丁寧に指導していってくれたが、野球を教える以上は、本場アメリカのメソッドを必ず常に意識した。江藤は校長として寮やグラウンドにおける暴力による指導の禁止を徹底し、コーチにも絶対に手を上げるな、と厳命していた。生徒には意見があれば、たとえ年上の者であっても、たとえどんなに地位が上の者であってもはっきりと述べろ、とことあるごとに伝えた。午前中の座学の授業では、江藤の人脈を活かして、幾人もの選手やOBが講義に来た。目黒高校ラグビー部監督の梅木恒明、巨人のファームディレクターであった弟の省三、メジャー挑戦から帰国して僅か2ヶ月の江夏豊、元サッカー日本代表の釜本邦茂が訪れた  。特に江夏が講義した後は、それぞれに訳があって入学した選手達が、親や親類、友人達に感動を伝えるため、寮の赤電話の前に殺到して行列を作った。
1986年には学校のクラブチーム『天城ベースボールクラブ』が社会人クラブチームに登録され、公式戦の参加が許された。学校自体はまだ生徒数が23名で、学校法人申請基準の40名に達しておらず任意団体のままであり、寮は古い旅館を転用したもので、環境は劣悪と言えた。試合は、中央大学、国士舘大学といった東都大学リーグのチームやスリーボンド、ヨークベニマルなどの社会人チームと行われ、同年の全日本クラブ野球選手権大会に初出場を果たす。
1991年には元プロ野球選手の岡嶋博治を監督に招聘すると、5年ぶり2度目の出場となった同年のクラブ選手権で初優勝を果たした。江藤はアマチュア指導資格を持っていなかったが、野球連盟の承認を受けて顧問という立場でベンチ入りし、さらにはクラブ運営でも積極的な動きを見せた。
1992年からはヤオハン・ジャパンと業務提携し、チーム名を『ヤオハンジャパン硬式野球部』に改称。江藤は、ヤオハンのオーナー一族に「社名変更にあたって宣伝広告で新聞各紙に1億円出すなら、同じ静岡の野球チームに投資されませんか」と説き、ヤオハンはこの提携を受け入れた。登録種別もクラブ登録から企業登録へ変更し、選手強化を進め、中山恵一（日体大→スリーボンド）、羽山忠宏（東海大→本田技研鈴鹿）等が移籍して戦力もアップしていった。
1994年には、沼津市代表として都市対抗野球に初出場し、1回戦でいすゞ自動車を破り初勝利を挙げた。
1995年からは監督が岡嶋から加藤和幸コーチに交代。同年の静岡予選を全敗してしまうが、江藤はここで動き、ロッテ時代の盟友であった木樽正明や野球殿堂入りした広岡達朗が指導に来てくれた。木樽も広岡も縦に落ちるスライダーを操る岡本真也に目をかけて熱心にピッチングを教えるなど、立て直した成果が出て、1997年には3年ぶり2度目の都市対抗野球出場を決めたが初戦敗退に終わる。同年9月、親会社の倒産により活動を休止する。
江藤はチームを受けてくれる企業を探しに奔走し、1998年、アムウェイと業務提携した上でクラブチームの『アムウェイ・レッドソックス』として再出発する。冠に企業名がついたが、スポンサー料は年間500万円しかなかった。アムウェイ側はトップの江藤を筆頭にした自社の会員拡大を期待したが、人間関係をビジネスにすることが大嫌いであった江藤は頑として断り、ネーミングライツ以上のことはしなかった。江藤が企業チームを探すというのを信じて、選手は休業補償をもらい、アルバイトをしながらプレー。女子の登録選手がおり、同年のクラブ選手権の1回戦で代打として出場し四球を選び出塁した。社会人野球における全国規模の大会で、女子選手が出場したのは初めてのことであった。同大会ではその後も勝ち進み7年ぶり2度目の優勝を果たし、MVPは捕手の貝塚茂夫が獲得するが、この時は女子選手の松本彩乃が決勝のウイニングボールを掴んでいた。江藤は以前より女子野球の普及にも注力をし、クラブチームに変わったことを前向きに捉えて、レッドソックスに女子選手も登録することを考えついた。スポンサー企業獲得に奔走する一方で、「沼津で女子野球をやりませんか」という新聞広告を打つと、全国から、10名以上の選手がテストを受けにやって来た。天城ドームで行なわれたセレクションの結果、このうちの4人を選手採用し、春先から試合に参加させていた。松本は女子野球部のある金沢学院大学のOGであった。1999年からはマルハンがスポンサーに付く動きもあったが立ち消えになり、活動を終了した。
江藤のパイプから、広岡、江夏といった面々が指導に訪れたが、特に広岡は頻繁に訪問しては、内野手出身であるにも関わらず投手技術についても詳細に指導した。講義の時間は技術論や野球論を徹底的に教え、江藤自らも教壇に立ち、『ドジャースの戦法』を必読とし、『攻撃の際は、常に1、3塁にして続けていけ』と教えた。攻撃時は1、3塁を続け、守備の際には相手に作らせないようにするという定石は落合博満も同様であった。
「プロはいいぞ」と事あるごとに自分の体験を語って聞かせてモチベーションを上げたほか、企業スポーツでも実力が給料に反映されるべきと考え、ヤオハンに掛け合って、選手には年功序列ではなく野球の技量で給料が支払われるようになっていた。結果を出して20代でも月に50万貰っている野手もおり、これらの環境整備もまたプロ志向の考えからであった。
チームがヤオハン→アムウェイと変わっても木製看板に『天城ベースボールスクール』と墨書きされた手作り感満載の看板が寮の入り口から外されることはなかった。

## 設立・沿革
- 1985年 - 『日本野球体育学校』として創部。
- 1986年 - チーム名を『天城ベースボールクラブ』に改称。クラブ選手権に初出場。
- 1991年 - クラブ選手権で初優勝。
- 1992年 - ヤオハン・ジャパンとの業務提携に伴い、チーム名を『ヤオハンジャパン硬式野球部』に改称し、登録種別を企業登録に変更。
- 1994年 - 都市対抗野球に初出場（2回戦敗退）。
- 1997年 - 母体の倒産により活動休止。
- 1998年 - アムウェイとの業務提携の上、『アムウェイ･レッドソックス』として再出発。クラブ選手権で2度目の優勝。
- 1999年 - 同年限りで活動終了。

## 主要大会の出場歴・最高成績
- 都市対抗野球大会：出場2回（1994年、1997年）
- 全日本クラブ野球選手権大会：出場3回、優勝2回（1991年、1998年）

## 主な出身プロ野球選手
- 竹峰丈太郎（内野手） - 1988年ドラフト外で阪神タイガースに入団　※日本野球体育校初のプロ野球選手
- 大西崇之（外野手） - 1994年ドラフト6位で中日ドラゴンズに入団
- 岡本真也（投手） - 廃部に伴いヤマハに移籍し、2000年ドラフト4位で中日ドラゴンズに入団
- 森田丈武（内野手） - 廃部に伴い三菱自動車岡崎に移籍し、その後エルマイラ・パイオニアーズ、香川オリーブガイナーズを経て、2008年育成選手ドラフト1位で東北楽天ゴールデンイーグルスに入団

## 元プロ野球選手の競技者登録
- 岡嶋博治（元：阪急ブレーブス、中日ドラゴンズ他） - 監督→退団